# Aidant naturel
 (novembre 2018).
Un aidant naturel est une personne qui vit et agit dans l'entourage immédiat d'une personne malade, souffrante, ou en perte d'autonomie. On parle aussi parfois d'aidant familial, d'aidant informel, d'aidant proche en Belgique et de proche aidant au Québec et en Suisse. 
En France, bien que les deux termes – aidant naturel et aidant familial – soient utilisés dans deux articles différents, l'un dans le Code de la santé publique et l'autre dans le Code de l'action sociale et des familles, ils désignent cependant la même situation.

## Définition
L'aidant naturel peut être un membre de la famille, un ami, un conjoint, un groupe, ou encore une personne clé, que la personne souffrante désigne activement comme un aidant naturel. Il n'est pas considéré comme un professionnel de la santé par le corps médical (même s'il peut l'être de par sa formation) mais il est pourtant lié et impliqué, souvent par l'affect, dans le vécu de la maladie de la personne.
L'aidant naturel rend des services à la personne souffrante, il lui prodigue des soins seul ou en collaboration avec les professionnels de santé. Il prend alors le rôle de personne ressource, comme décrit dans le modèle de Hildegard Peplau, auquel peut se substituer temporairement un infirmier ou autre professionnel de la santé.
L'aidant naturel joue également le rôle de soutien moral, il est présent pour aider la personne à traverser une crise ou surmonter des douleurs physiques ou psychologiques.
Empathique, il se place généralement au même niveau que la personne en souffrance (niveau de connaissance de la maladie, parfois au même niveau de douleur ou de souffrance par effet miroir) tout en gardant un lien affectif avec la personne souffrante.
D'un point de vue médico-légal, l'aidant naturel peut aussi être désigné comme personne de confiance.

## Situation juridique

### France
En France, la notion d’aidant naturel est évoquée à l’article L1111-6-1 du Code de la santé publique :
« Une personne durablement empêchée, du fait de limitations fonctionnelles des membres supérieurs en lien avec un handicap physique, d'accomplir elle-même des gestes liés à des soins prescrits par un médecin, peut désigner, pour favoriser son autonomie, un aidant naturel ou de son choix pour les réaliser. 
La personne handicapée et les personnes désignées reçoivent préalablement, de la part d'un professionnel de santé, une éducation et un apprentissage adaptés leur permettant d'acquérir les connaissances et la capacité nécessaires à la pratique de chacun des gestes pour la personne handicapée concernée. Lorsqu'il s'agit de gestes liés à des soins infirmiers, cette éducation et cet apprentissage sont dispensés par un médecin ou un infirmier. 
Les conditions d'application du présent article sont définies, le cas échéant, par décret. »

### Suisse
En Suisse, pour s'occuper d'un enfant malade, la loi sur le travail octroie jusqu'à trois jours de congé par cas de maladie, sans plafonnement annuel et avec versement du salaire reconnu par la jurisprudence (article 36),.
En 2019, le parlement suisse a adopté la Loi fédérale sur l’amélioration de la conciliation entre activité professionnelle et prise en charge de proches. Elle comprend notamment des congés de courte durée pour s'occuper d'un proche malade et entrera en vigueur en 2021.

## Statistiques

### France
- On dénombre - selon la grande variété des situations que la notion d'aidant recouvre - près de 11 millions en France en 2019[8],[9].
- 48 % des aidants naturels développent une maladie chronique en lien avec le stress et l'épuisement entraînés par leur rôle d'aidant[10].
- 70 % des époux et 50 % des enfants d'une personne souffrant de la maladie d'Alzheimer[11] lui consacrent plus de 6 heures par jour[12].
- 24 % des aidants – et 54 % s’il s’agit d’enfants d'une personne malade d'Alzheimer – doivent réaménager leur activité professionnelle[12].
- 20 % des aidants naturels d'une personne atteinte de la maladie d'Alzheimer déclarent différer, voire renoncer à une consultation, une hospitalisation ou un soin pour eux-mêmes par manque de temps[12].
- 37 % des conjoints de greffés jugent négatif l’impact de la pathologie et de sa prise en charge sur les activités sportives et de loisir du patient. Ce même constat est exprimé par plus de 61 % des proches de dialysés. Cet impact semble moins important sur les activités sociales (respectivement 22 % et 42 %)[13].
- Le conjoint d'une personne malade de Parkinson lui consacre en moyenne 8 heures par jour[14].
- 52 % des conjoints de personne souffrant de la maladie de Parkinson limitent les sorties du domicile sans le patient[14].
- 47 % des conjoints parkinsoniens font chambre à part ou utilisent des lits jumeaux, 46 % ont recours à une aide à domicile[14].

### Québec
- 16 % des personnes de 45 à 64 ans prennent soin d'un proche
- 20 % à 30 % d’entre elles sont dépressives ou finissent par le devenir
- Venir en aide à un conjoint âgé augmenterait de 60 % les risques de décès chez la personne aidante[15].

## Soutien aux aidants bénévoles

### Australie
En 2017, un rapport publié dans le magazine médical international The Lancet appelle le gouvernement et les collectivités à mieux informer et mieux soutenir les aidants dans le secteur de la santé mentale. Il est rapporté que 240 000 Australiens sont des aidants (en majorité les époux ou enfants des personnes atteintes de problèmes mentaux). Leur travail équivaut à 13 milliards de dollars australiens (1,7 fois le montant du budget pour la santé mentale dans son ensemble), alors que l'aide financière qui leur est consacrée est de seulement 1.2 milliard. Or ce travail a un impact négatif sur leur carrière ; 38% d'entre eux ne travaillent pas. De plus, 35% d'entre eux ne sont pas informés des bénéfices dont ils pourraient disposer. 

### France
Dans la lignée des travaux sur l'éthique de la sollicitude, le rôle des aidants commence à être valorisé. En témoigne l'appel en leur faveur qui a été lancé en 2013 en France par un collectif de personnalités, dont l'ancienne ministre Paulette Guinchard-Kunstler, et le sociologue Serge Guérin . En soulignant que l'implication des aidants bénévoles représente l'équivalent de 164 milliards d'euros pour la collectivité, les initiateurs de l'appel demandent un soutien des pouvoirs publics pour une politique de prévention santé et pour le renforcement des droits sociaux pour les aidants bénévoles.